# Durdat-Larequille
Durdat-Larequille est une commune française, située dans le département de l'Allier en région Auvergne-Rhône-Alpes.

## Géographie
Situé dans le département de l'Allier, le village de Durdat-Larequille se situe à l'intersection de deux axes locaux importants : la D 2144 reliant Bourges dans le département du Cher à Riom et Clermont-Ferrand dans le département du Puy-de-Dôme, et la D 69 reliant Doyet à Arpheuilles-Saint-Priest via Commentry.
Les anciennes communes de Durdat et de Larequille ont fusionné en 1887. À l'origine, le centre de vie du village se situait au Vieux Bourg de Durdat, détrôné par la suite par le bourg de Larequille qui se situe à une jonction routière.
Durdat-Larequille est limitrophe de Néris-les-Bains au nord-nord-ouest, Commentry au nord-est, La Celle à l'est-sud-est, Ronnet au sud, Arpheuilles-Saint-Priest au sud-ouest et Villebret à l'ouest.

### Climat
Pour des articles plus généraux, voir Climat d'Auvergne-Rhône-Alpes et Climat de l'Allier.
En 2010, le climat de la commune est de type climat océanique dégradé des plaines du Centre et du Nord, selon une étude du CNRS s'appuyant sur une série de données couvrant la période 1971-2000. En 2020, Météo-France publie une typologie des climats de la France métropolitaine dans laquelle la commune est exposée à un climat de montagne ou de marges de montagne et est dans la région climatique Ouest et nord-ouest du Massif Central, caractérisée par une pluviométrie annuelle de 900 à 1 500 mm, maximale en automne et en hiver.
Pour la période 1971-2000, la température annuelle moyenne est de 10,1 °C, avec une amplitude thermique annuelle de 15,2 °C. Le cumul annuel moyen de précipitations est de 840 mm, avec 10,9 jours de précipitations en janvier et 7,5 jours en juillet. Pour la période 1991-2020, la température moyenne annuelle observée sur la station météorologique installée sur la commune est de 11,0 °C et le cumul annuel moyen de précipitations est de 879,1 mm,. Pour l'avenir, les paramètres climatiques de la commune estimés pour 2050 selon différents scénarios d'émission de gaz à effet de serre sont consultables sur un site dédié publié par Météo-France en novembre 2022.
| Mois                                  | jan.           | fév.           | mars            | avril         | mai           | juin          | jui.          | août         | sep.          | oct.          | nov.           | déc.            | année     |
| ------------------------------------- | -------------- | -------------- | --------------- | ------------- | ------------- | ------------- | ------------- | ------------ | ------------- | ------------- | -------------- | --------------- | --------- |
| Température minimale moyenne (°C)     | 0,3            | 0,2            | 2,5             | 4,5           | 8,2           | 11,6          | 13,5          | 13,5         | 10,1          | 7,6           | 3,4            | 1,2             | 6,4       |
| Température moyenne (°C)              | 3,5            | 4,1            | 7,2             | 9,8           | 13,6          | 17,2          | 19,4          | 19,4         | 15,5          | 11,8          | 6,9            | 4,2             | 11        |
| Température maximale moyenne (°C)     | 6,7            | 7,9            | 11,9            | 15            | 18,9          | 22,7          | 25,2          | 25,4         | 20,9          | 16,1          | 10,4           | 7,2             | 15,7      |
| Record de froid (°C) date du record   | −23 16.01.1985 | −17 10.02.1986 | −14 01.03.05    | −7 04.04.1973 | −2 03.05.1979 | 1 05.06.1976  | 4 28.07.1975  | 1 11.08.1968 | −1 27.09.1972 | −6 29.10.1997 | −10 28.11.1973 | −14 26.12.10    | −23 1985  |
| Record de chaleur (°C) date du record | 21 01.01.22    | 25 20.02.1998  | 25,7 25.03.1981 | 28,4 17.04.13 | 32 27.05.17   | 40,7 29.06.19 | 39,6 25.07.19 | 40 12.08.03  | 34,6 14.09.20 | 32,8 02.10.23 | 26,3 08.11.15  | 21,5 03.12.1985 | 40,7 2019 |
| Précipitations (mm)                   | 64,9           | 55,5           | 57,8            | 77,3          | 93,4          | 76,1          | 71,6          | 70,6         | 84,7          | 73            | 83             | 71,2            | 879,1     |

## Urbanisme

### Typologie
Au 1er janvier 2024, Durdat-Larequille est catégorisée commune rurale à habitat dispersé, selon la nouvelle grille communale de densité à 7 niveaux définie par l'Insee en 2022.
Elle est située hors unité urbaine. Par ailleurs la commune fait partie de l'aire d'attraction de Montluçon, dont elle est une commune de la couronne,. Cette aire, qui regroupe 58 communes, est catégorisée dans les aires de 50 000 à moins de 200 000 habitants,.

### Occupation des sols

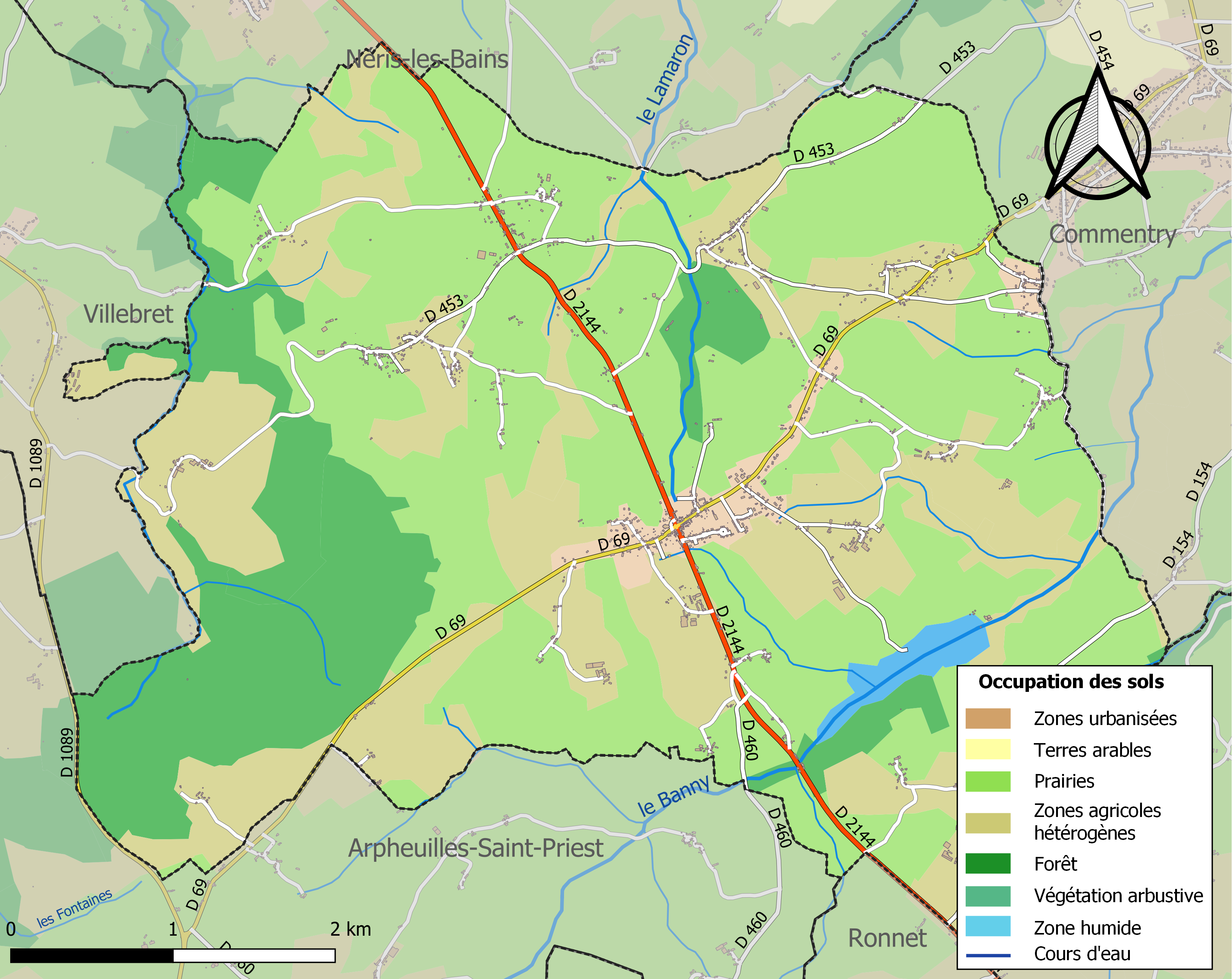
Carte des infrastructures et de l'occupation des sols de la commune en 2018 (CLC).

L'occupation des sols de la commune, telle qu'elle ressort de la base de données européenne d’occupation biophysique des sols Corine Land Cover (CLC), est marquée par l'importance des territoires agricoles (80,3 % en 2018), en diminution par rapport à 1990 (81,8 %). La répartition détaillée en 2018 est la suivante : 
prairies (50,2 %), zones agricoles hétérogènes (30,1 %), forêts (16,2 %), zones urbanisées (2,4 %), eaux continentales (1 %).
L'IGN met par ailleurs à disposition un outil en ligne permettant de comparer l’évolution dans le temps de l’occupation des sols de la commune (ou de territoires à des échelles différentes). Plusieurs époques sont accessibles sous forme de cartes ou photos aériennes : la carte de Cassini (XVIIIe siècle), la carte d'état-major (1820-1866) et la période actuelle (1950 à aujourd'hui).

## Toponymie
Durdat-Larequille fait partie de l'aire linguistique du Croissant où occitan et langue d'oïl se mélangent. Le nom de la commune, issu de deux villages différents, est dans le parler marchois Durdat e la Requilhe comme l'a relevé Pierre Goudot.

## Politique et administration

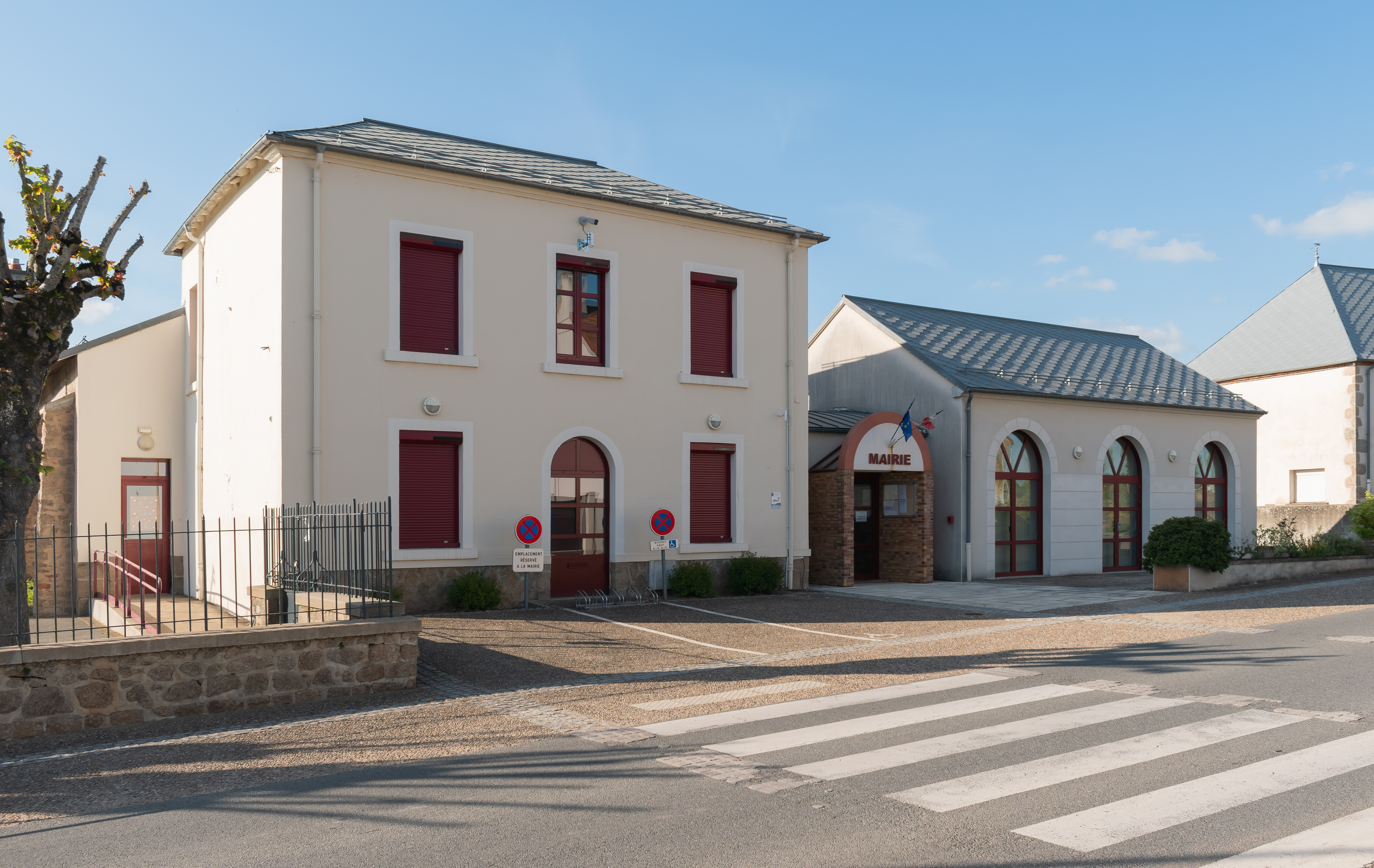
La mairie.

| Période                                  | Période                   | Identité                   | Étiquette | Qualité                          |
| ---------------------------------------- | ------------------------- | -------------------------- | --------- | -------------------------------- |
| Les données manquantes sont à compléter. |                           |                            |           |                                  |
| 1874                                     | 1878                      | Pierre-Félix-Eugène Moreau |           |                                  |
| 1892                                     | 1904                      | Eugène Mansat              |           |                                  |
| 1904                                     | 1908                      | Gilbert Labarre            |           |                                  |
| 1908                                     | 1919                      | Henri Huguet               |           |                                  |
| 1919                                     | 1935                      | Jean Daniel                |           |                                  |
| 1935                                     | 1947                      | Jean Ranoux                |           |                                  |
| 1947                                     | 1968                      | Abel Moreau                |           |                                  |
| 1968                                     | 1974                      | Paul Bertenet              |           |                                  |
| 1974                                     | 1983                      | Odette Bertenet            |           |                                  |
| mars 1983                                | mai 2020                  | Jean-Pierre Bougerolle     | SE        | Retraité de la fonction publique |
| mai 2020                                 | En cours (au 9 juin 2020) | Bruno Bove                 |           |                                  |

## Population et société

### Démographie
L'évolution du nombre d'habitants est connue à travers les recensements de la population effectués dans la commune depuis 1793. Pour les communes de moins de 10 000 habitants, une enquête de recensement portant sur toute la population est réalisée tous les cinq ans, les populations de référence des années intermédiaires étant quant à elles estimées par interpolation ou extrapolation. Pour la commune, le premier recensement exhaustif entrant dans le cadre du nouveau dispositif a été réalisé en 2004.

En 2022, la commune comptait 1 317 habitants, en évolution de −1,94 % par rapport à 2016 (Allier : −1,38 %, France hors Mayotte : +2,11 %).
| 1793  | 1800 | 1806 | 1821 | 1831  | 1836  | 1841  | 1846  | 1851  |
| ----- | ---- | ---- | ---- | ----- | ----- | ----- | ----- | ----- |
| 1 021 | 729  | 825  | 857  | 1 134 | 1 047 | 1 075 | 1 190 | 1 295 |

| 1856  | 1861  | 1866  | 1872  | 1876  | 1881  | 1886  | 1891  | 1896  |
| ----- | ----- | ----- | ----- | ----- | ----- | ----- | ----- | ----- |
| 1 336 | 1 480 | 1 662 | 1 830 | 1 921 | 2 035 | 2 195 | 2 102 | 2 138 |

| 1901  | 1906  | 1911  | 1921  | 1926  | 1931  | 1936  | 1946  | 1954  |
| ----- | ----- | ----- | ----- | ----- | ----- | ----- | ----- | ----- |
| 2 037 | 1 972 | 1 697 | 1 572 | 1 454 | 1 401 | 1 220 | 1 122 | 1 171 |

| 1962  | 1968  | 1975  | 1982  | 1990  | 1999  | 2004  | 2006  | 2009  |
| ----- | ----- | ----- | ----- | ----- | ----- | ----- | ----- | ----- |
| 1 143 | 1 089 | 1 012 | 1 089 | 1 139 | 1 109 | 1 188 | 1 197 | 1 272 |

| 2014  | 2019  | 2022  | - | - | - | - | - | - |
| ----- | ----- | ----- | - | - | - | - | - | - |
| 1 327 | 1 316 | 1 317 | - | - | - | - | - | - |

### Enseignement
- Le lycée professionnel agricole Christophe-Thivrier se trouve sur la commune.

## Culture locale et patrimoine

### Lieux et monuments
- Église Saint-Martial de Durdat du XIIe siècle.
- Église Notre-Dame de Larequille du XIXe siècle. Un orgue, œuvre du facteur anglais John Abbey, provenant de la congrégation des sœurs de Notre-Dame de Moulins et acquis par la commune de Durdat-Larequille, a été installé en 1995 sur une estrade. Cet orgue est un des derniers instruments équipés d’un système électropneumatique encore en service[21].
- Le Rocher du Diable, au lieu-dit de la Malentrée.

### Personnalités liées à la commune
- Christophe Thivrier (1841, Durdat-Larequille - 1895, Commentry) est le premier maire socialiste du monde.
- Mgr René Picandet (1931, Durdat-Larequille - 1997, Aubière), évêque d'Orléans (1981-1997).
- Jacques Brosset, historien et écrivain.
- Robert Ferrieux, né à Durdat-Larequille le 7 décembre 1930.